# ゴールデングローブ賞
ゴールデングローブ賞（ゴールデングローブしょう、英: Golden Globe Awards）は、アメリカ合衆国における映画とテレビドラマに与えられる賞。毎年1月に発表され、アカデミー賞の前哨戦としての注目度も高い。
1943年にハリウッド外国人映画記者協会（HFPA）により創設。同協会の会員の投票で受賞者を決定していた。2008年の授賞式は脚本家によるストライキの影響で中止となった。2012年に行われた第69回からテーマ曲が設定され、日本のミュージシャンのYOSHIKIが作曲した「ゴールデングローブのテーマ」が使用されている。
2024年開催の第81回から、主催が授賞式の放送を手掛けているテレビ制作会社、ディック・クラーク・プロダクション（DCP）とそのオーナーであるエルドリッジ・インダストリーズ（en）に移り、2023年に全資産を売却したHFPAは解散することになった。放送局もNBCからCBSに移行した。

## ゴールデングローブ賞の部門

### 映画部門
1月1日から12月31日までにロサンゼルス地域で公開された映画が対象になる。
| 日本での日本語名                         | 正式名称（英語）                                                        |
| ---------------------------------------- | ----------------------------------------------------------------------- |
| 作品賞（ドラマ部門）                     | Best Motion Picture – Drama                                             |
| 主演女優賞（ドラマ部門）                 | Best Performance by an Actress in a Motion Picture – Drama              |
| 主演男優賞（ドラマ部門）                 | Best Performance by an Actor in a Motion Picture – Drama                |
| 作品賞（ミュージカル・コメディ部門）     | Best Motion Picture - Musical or Comedy                                 |
| 主演女優賞（ミュージカル・コメディ部門） | Best Performance by an Actress in a Motion Picture - Musical or Comedy  |
| 主演男優賞（ミュージカル・コメディ部門） | Best Performance by an Actor in a Motion Picture -Musical or Comedy     |
| 外国語映画賞                             | Best Foreign Language Film                                              |
| 助演女優賞                               | Best Performance by an Actress in a Supporting Role in a Motion Picture |
| 助演男優賞                               | Best Performance by an Actor in a Supporting Role in a Motion Picture   |
| 監督賞                                   | Best Director - Motion Picture                                          |
| 脚本賞                                   | Best Screenplay - Motion Picture                                        |
| 作曲賞                                   | Best Original Score - Motion Picture                                    |
| 主題歌賞                                 | Best Original SONG - Motion Picture                                     |
| アニメ映画賞                             | Best Animated Feature Film                                              |
| 興行成績賞                               | Cinematic and Box Office Achievement                                    |
| セシル・B・デミル賞                      | The Cecil B. DeMille award                                              |

### テレビドラマ部門
1月1日から12月31日に放送および配信された番組を対象にする。ただし放送はプライムタイムの番組に限る。
| 日本での日本語名                                     | 正式名称（英語）                                                                                                   |
| ---------------------------------------------------- | --- |
| 作品賞（ドラマ部門）                                 | Best Television Series - Drama                                                                                     |
| 女優賞（ドラマ部門）                                 | Best Performance by an Actress in a Television Series - Drama                                                      |
| 男優賞（ドラマ部門）                                 | Best Performance by an Actor in a Television Series - Drama                                                        |
| 作品賞（ミュージカル・コメディ部門）                 | Best Television Series - Musical or Comedy                                                                         |
| 女優賞（ミュージカル・コメディ部門）                 | Best Performance by an Actress in a Television Series - Musical or Comedy                                          |
| 男優賞（ミュージカル・コメディ部門）                 | Best Performance by an Actor in a Television Series - Musical or Comedy                                            |
| 作品賞（ミニシリーズ・テレビ映画部門）               | Best Mini-Series or Motion Picture Made for Television                                                             |
| 女優賞（ミニシリーズ・テレビ映画部門）               | Best Performance by an Actress in a Mini-Series or a Motion Picture Made for Television                            |
| 男優賞（ミニシリーズ・テレビ映画部門）               | Best Performance by an Actor in a Mini-Series or a Motion Picture Made for Television                              |
| 助演女優賞（シリーズ・ミニシリーズ・テレビ映画部門） | Best Performance by an Actress in a Supporting Role in a Series, Mini-Series or Motion Picture Made for Television |
| 助演男優賞（シリーズ・ミニシリーズ・テレビ映画部門） | Best Performance by an Actor in a Supporting Role in a Series, Mini-Series or Motion Picture Made for Television   |

### 廃止された賞
| 日本での日本語名                             | 正式名称（英語）                               | 存在していた期間 |
| -------------------------------------------- | ---------------------------------------------- | ---------------- |
| ヘンリエッタ賞（世界でもっとも好かれた女優） | Henrietta Award (World Film Favorite – Female) | 1950年-1979年    |
| ヘンリエッタ賞（世界でもっとも好かれた男優） | Henrietta Award (World Film Favorite – Male)   | 1950年-1979年    |

## 日本語話者に関係した受賞・ノミネート歴
2019年度までの外国語映画賞と前身の外国映画賞は、受賞対象に監督名が含まれていた。またアニメ映画賞については2006年度の創設以来、受賞対象に監督名は含まれていない。
- 1954年 - 『二十四の瞳』で木下恵介監督が外国映画賞を受賞[13]。
- 1955年 - 『子供の眼』で川頭義郎監督が外国映画賞を受賞[14][15]。
- 1956年 - 京マチ子が『八月十五夜の茶屋』で映画部門 主演女優賞（ミュージカル・コメディ部門）にノミネート[16]。『太陽とバラ』で木下恵介監督が外国映画賞を受賞[17]。
- 1957年 - 『黄色いからす』で五所平之助監督が外国映画賞を受賞[18]。『サヨナラ』でミヨシ・ウメキが映画部門 助演女優賞にノミネート[19]。『戦場にかける橋』で早川雪洲が映画部門 助演男優賞にノミネート[20]。
- 1959年 - 『鍵』で市川崑監督が外国映画賞を受賞[21][22]。
- 1960年 - 岡田英次が出演する『二十四時間の情事』でアラン・レネ監督が外国映画賞にノミネート[23]。
- 1961年 - 『用心棒』（黒澤明監督作）がサミュエル・ゴールドウィン国際賞（it）にノミネート[24][注釈 3]。『フラワー・ドラム・ソング』でミヨシ・ウメキが映画部門 主演女優賞（ミュージカル・コメディ部門）にノミネート[27]。
- 1963年 - 『太平洋ひとりぼっち』で市川崑監督が外国映画賞にノミネート[28][29]。『天国と地獄』で黒澤明監督が外国映画賞にノミネート[30]。
- 1965年 - 『赤ひげ』で黒澤明監督が外国映画賞にノミネート[31]。
- 1966年 - 黛敏郎が『天地創造』で作曲賞にノミネート[32][33]。
- 1970年 - 『ある兵士の賭け』でキース・ラーセン、千野皓司、白井伸明の監督3名が、外国映画賞にノミネート[34][35]。
- 1980年 - 島田陽子がテレビドラマ『将軍 SHŌGUN』で女優賞（テレビドラマシリーズ部門）を受賞[36]。『影武者』で黒澤明監督が外国映画賞にノミネート[37]。
- 1985年 - 『乱』で黒澤明監督が外国映画賞にノミネート[38]。
- 1987年 - 坂本龍一が『ラストエンペラー』で作曲賞を受賞[39]。
- 1990年 - 坂本龍一が『シェルタリング・スカイ』で作曲賞を受賞[39]。『夢』で黒澤明監督が外国語映画賞にノミネート[40]。
- 1993年 - 喜多郎が『天と地』で作曲賞を受賞[41]。
- 2003年 - 渡辺謙が『ラスト サムライ』で映画部門 助演男優賞にノミネート[42]。
- 2006年 - 渡辺謙、二宮和也など多数の日本人俳優が出演した『硫黄島からの手紙』で、監督のクリント・イーストウッドが外国語映画賞を受賞し、監督賞にもノミネート[43]。役所広司も出演する『バベル』が7部門でノミネートされ、映画部門 作品賞 (ドラマ部門)を受賞。菊地凛子が映画部門 助演女優賞にノミネート[44]。『HEROES』でヒロ・ナカムラ役を演じたマシ・オカが、助演男優賞（ミニシリーズ・テレビ映画部門）にノミネート[45]。
- 2013年 - 『風立ちぬ』で宮崎駿監督が外国語映画賞にノミネート[46][47]。
- 2015年 - 坂本龍一が『レヴェナント: 蘇えりし者』で作曲賞にノミネート[39]。
- 2018年 - 『万引き家族』で是枝裕和監督が外国語映画賞にノミネート[48]。『未来のミライ』（細田守監督作）がアニメ映画賞にノミネート[49][50]。
- 2021年 - 『ドライブ・マイ・カー』（濱口竜介監督作）が非英語映画賞（旧外国語映画賞）を受賞[21][51]。
- 2022年 - 『犬王』（湯浅政明監督作）がアニメ映画賞にノミネート[52][53]。
- 2023年 - 『君たちはどう生きるか』（宮﨑駿監督作）がアニメ映画賞を受賞[54][55]。同作で久石譲が作曲賞にノミネート[55]。『すずめの戸締まり』（新海誠監督作）がアニメ映画賞にノミネート[56]。
- 2024年 - テレビドラマ『SHOGUN 将軍』が作品賞（テレビ・シリーズ ドラマ部門）を始めとする4部門にノミネートされ[57]、製作を兼ねる真田広之が男優賞（テレビ・シリーズ ドラマ部門）、アンナ・サワイが女優賞（テレビ・シリーズ ドラマ部門）、浅野忠信が助演男優賞（テレビ部門）と、4部門の全てで受賞を果たした[58][59]。

## 不祥事

### 人種・性差別問題
本賞はハリウッド外国人映画研究協会（HFPA）の会員の投票により選定される。2021年2月現在、HFPAのメンバーは87人いるが、その87人の中に黒人会員が一人もいないことをロサンゼルス・タイムズが報じた。批判が集まり、ゴールデングローブ賞は「黒人会員に加え、他の過小評価されている背景を持つ会員も参加する必要があることは理解しており、これらの目標をできるだけ早く達成するため、直ちに取り組みます」と声明を発表した。その後、HFPA会長のフィリップ・バークがブラック・ライヴズ・マター運動について、「憎悪団体」と形容した電子メールを転送していたことが判明し、辞任に追い込まれた。
更に一部の俳優に対して、HFPA会員から性差別的な質問を受けていたことが判明した。
これらを受けて、ワーナーメディアやNetflixなどが本賞関連のイベントに参加しないことを表明したほか、本賞の授賞式を放送しているNBCテレビも2022年の中継を行わないことを2021年5月10日に発表した。また、過去の受賞者が抗議の意志を示すためにトロフィーをHFPA本部に送り返したと同年5月に現地メディアから報じられている。
なお2023年1月10日に行われた第80回授賞式は、ワーナーメディアやNetflixもボイコットを行わず、NBCが中継放送しPeacockが配信した。

### 一部会員に対しての金銭的恩恵問題
ロサンゼルス・タイムズは2021年5月、ドラマの撮影現場への視察で一部の会員が宿泊費用をHFPAが負担するという金銭的恩恵を受けていたことを報じた。